# Horna
A Horna (korábbi nevükön Shadowed) finn black metal együttes, amely 1993-ban alakult.

## Története
1993-ban alakultak "Shadowed" néven, Shatraug énekes-gitáros és Moredhel gitáros alapításával. Egy évvel később Horna-ra változtatták a nevüket, miután Gorthaur csatlakozott hozzájuk.. Első demójuk 1995-ben jelent meg, első nagylemezük pedig 1997-ben került piacra.
A "Horna" szó finnül "mélységet" vagy "poklot" jelent. Shatraug szerint azért lett ez a nevük, mert keménynek és erőteljesnek hangzott.

## Tagok
- Shatraug (Ville Pystynen) – gitár (1993-), ének (1993-1996), vokál (1996-)
- Infection (Mynni Luukkainen) – basszusgitár (2002-2008), gitár, vokál (2008-)
- Spellgoth (Tuomas "SG.7" Rytkönen) – ének (2009-)
- LRH (Lauri "Kassara" Rytkönen) – dob (2016-)
- VnoM (Ville Markkanen) – basszusgitár (2018-)

### Korábbi tagok
- Moredhel (Jyri Vahvanen) – gitár (1993-1998), basszusgitár (1999-2000)
- Gorthaur (Jarkko Heilimo) – dob (1994-2003, 2005)
- Nazgul von Armageddon (Lauri "Werwolf" Penttilä) – ének (1996-2001), billentyűk (1999)
- Skratt (Pasi Teitto) – basszusgitár (1997-1998), billentyűk (1997-1998)
- A.T. Otava (Harri "Thanatos" Ollikainen) – basszusgitár (1998), gitár (1999-2000, 2000-2003)
- Vrasjarn (Anssi Mäkinen) – basszusgitár (2000-2001)
- Corvus (Tapsa Kuusela) – ének (2002-2009)
- Saturnus (Alex Schorn) – gitár (2003-2007)
- Vainaja (Perttu Pakkanen) – dob (2007-2016)
- Lord Sargofagian (Ossi Mäkinen) – dob (2007)
- Hex Inferi (Mika Packalen) – basszusgitár (2012-2018)

## Diszkográfia
- Kohti Yhdeksän Nousua (1998)
- Haudankylmyyden Mailla (1999)
- Sudentaival (2001)
- Envaatnags Eflos Solf Esgantaavne (2005)
- Ääniä Yössä (2006)
- Sotahuuto (2007)
- Sanojesi Äärelle (2008)
- Askel lähempänä Saatanaa (2013)
- Hengen tulet (2015)